# Cecilio Mariano Guerrero Malagón
Cecilio Mariano Guerrero Malagón (Urda, Toledo, 1 de febrero de 1909 – Toledo, 20 de agosto de 1996), pintor y escultor español, padre del también escultor Mariano Guerrero Corrales.

## Biografía
Hijo de pastores, y enfermo de epilepsia, dedicó su infancia al pastoreo y pintaba y dibujaba sobre las paredes blancas del pueblo, modelando además esculturas de barro y tallando puños de bastón. El jefe de la oficina de Telégrafos de Urda, Ismael Vera, hijo del pintor José Vera, lo promocionó consiguiéndole becas de los Ayuntamientos de Urda y Toledo para que fuese a formarse académicamente en la Escuela de Artes y Oficios de Toledo, en donde entró a los quince años. Sus profesores fueron, entre otros, Roberto Rubio, el citado José y Enrique Vera. Entre 1924 y 1928 estudió allí y luego pasó 2 años en Madrid como escayolista. De nuevo en Toledo, se dedicó muchos años a la talla de madera, muebles e imaginería para poder seguir pintando y dibujando. 
En el año 1932 hizo su primera exposición individual en una de las dependencias de la Diputación. Luego alternó la docencia en la Escuela de Artes y Oficios de Toledo de la que había sido alumno con el ejercicio de la escultura y la talla hasta que, al acabar la Guerra Civil, fue capturado por los nacionales y terminó en un cuartel de infantería de Santoña, en Santander, entonces transformado en improvisado campo de concentración.
Regresó a Toledo en 1939 y, en los años 40, reunió al grupo de artistas llamado Estilo para editar una revista, Ayer y Hoy, única consagrada a las artes, el ensayo y la literatura en Toledo. Junto a otros pintores ilustró la revista con gran número de dibujos y xilografías, montando además diversas exposiciones colectivas. Desde 1948 empezó una carrera ascendente con exposiciones en Madrid y en los Estados Unidos (Carnegie) y viajes a Francia e Inglaterra. En 1950 participó en la exposición bienal internacional de Pittsburg (EE. UU.), donde causó sensación su cuadro Orgía macabra. 
Gran estudioso de El Greco, cuya obra había protegido de la destrucción durante la Guerra Civil y de la que copió nada menos que setenta obras por encargo del pintor, escultor y artista plástico aragonés José Lapayese Bruna (1899-1982), en 1953 se trasladó a París con una beca de la Diputación provincial en busca de un ambiente menos académico para sus inquietudes culturales y artísticas; allí conoció a otros pintores con los que formó la llamada segunda Escuela de París y descubrió la obra de Van Gogh, no muy valorada entonces; a su regreso cofundó Los Candiles, el primer grupo toledano de vanguardia y estableció su taller en un torreón del Palacio de la Merced que le dejó la Diputación.
Fue elegido miembro numerario de la Real Academia de Bellas Artes y Ciencias Históricas de Toledo (1968) y vocal de la Junta de Conservación del Toledo Artístico y publicó numerosos artículos en Toletum, revista de la primera de estas instituciones. En 1982 se esforzó por que la magna exposición sobre El Greco se celebrara en Toledo y no en Madrid y, en el Homenaje al escultor Victorio Macho de la academia toledana (1985) pronunció una importante conferencia con información inédita sobre esta importante figura, a la que había conocido de adolescente. Entre sus escritos algunos investigan y revalorizan la aportación de artistas manchegos como este último o el pintor Matías Moreno; fueron además incontables sus denuncias del deterioro del casco histórico-artístico de la Ciudad imperial. En 1994 el Museo de Santa Cruz (Toledo) realizó una gran Exposición antológica del autor y se publicó un amplio Catálogo de la misma.
En la actualidad su obra se encuentra muy dispersa por América y Europa, pero gran parte de ella está aún en su antiguo estudio del Corredorcillo de San Bartolomé y otra parte, más de doscientos cuadros, bocetos, bustos y estatuas, fue donada en 2001 a la Cofradía del Santísimo Cristo de la Vera-Cruz de Urda para el museo que lleva su nombre, situado junto a la ermita de la misma advocación, provista de unas puertas de bronce con relieves sobre la vida de Cristo que realizó también el artista. El Museo fue inaugurado el 20 de septiembre de 1992.

## Obra
En su pintura, de carácter onírico, trágico y sombrío, admirada por Gregorio Marañón y Vázquez Díaz, conviven en personal armonía los estilos de El Greco, Goya, José Gutiérrez Solana y Van Gogh, ofreciendo una visión expresionista, esperpéntica y crítica de la España franquista. Sus obras se encuentran repartidas por Italia, Alemania, Francia, Suiza, Portugal, Argentina, EUA, Chile y Venezuela en colecciones particulares, galerías de arte moderno y conventos de religiosos. Pero la mayor parte se concentra en colecciones privadas y entidades públicas de Madrid y Toledo.
Entre sus más famosos óleos destacan El entierro de Don Quijote, Retrato del Padre Atanasio, La Cosecha, Paisaje de Cuenca, Retrato de Alonso Quijano, varios dibujos a tinta que representan una serie de Tauromaquia (1954), etc.